# Pseudosphaeroma jakobii
Pseudosphaeroma jakobii is een pissebed uit de familie Sphaeromatidae. De wetenschappelijke naam van de soort is voor het eerst geldig gepubliceerd in 1959 door Jayme de Loyola e Silva.